# Callospermophilus madrensis
Callospermophilus madrensis is een zoogdier uit de familie van de eekhoorns (Sciuridae). De wetenschappelijke naam van de soort werd voor het eerst geldig gepubliceerd door Clinton Hart Merriam in 1901.

## Voorkomen
De soort komt voor in Mexico.